# Warmtewand
Een warmtewand is een muur waarin waterleidingen zijn aangebracht ter verwarming van de kamer. Voor deze al dan niet flexibele buizen kunnen gleuven worden gefreesd, of er kunnen speciale holle stenen met een uitsparing voor de verwarmingsleidingen worden gebruikt. Deze worden warmtewandstenen genoemd. In de zomer kan het systeem worden gevoed met koud water waardoor de wand koelt in plaats van verwarmt. Het wordt net als vloerverwarming op de chauffage aangesloten.